# Cargoul Albatros
Cargoul Albatros (fostă Dej) este nava-școală a Academiei Navale Mircea cel Bătrân Constanța.
Nava a fost preluată de academie în 1990 de la Navrom.
Este în funcționare, fiind întreținută de Ministerul Apărării Naționale.
În 2009 a participat la două misiuni, transportând în Irak tehnică militară.